# 條尾連鰭唇魚
條尾連鰭唇魚，為輻鰭魚綱鱸形目隆頭魚亞目隆頭魚科的其中一種，分布於西大西洋區，從美國北卡羅萊納州至巴西；東大西洋區，從西班牙南部至幾內亞灣海域，棲息深度1-90公尺，體長可達38公分，棲息在水質清澈沙底質海域，以甲殼類、軟體動物為食，生活習性不明，可作為食用魚、觀賞魚及遊釣魚。